# Brian Murphy
Brian Murphy (Ventnor, Isle of Wight, 25 de setembro de 1932 – Kent, 2 de fevereiro de 2025) foi um ator inglês.

## Carreira
Apesar de ser um prolífero actor e de ter participado em diversos filmes e teatros durante meio século, é impossível não o recordar como George Roper nas sitcom Man About The House e George and Mildred, na qual adquiriu maior fama.
Murphy foi um activo profissional que participou afincadamente no teatro e na televisão, como exemplo as séries The Avengers, Z Cars e Dixon of Dock Green, tendo participado nestas séries antes de interpretar a personagem que o marcou e caracterizou, George Roper.
Em Man About The House, Murphy representa o preguiçoso George Roper, um caseiro que converteu a casa num apartamento alugando o piso inferior a um rapaz e duas jovens. A sua mulher, Mildred, interpretada por Yootha Joyce, possui uma grande vontade de escalar na estrutura social de então, que contrasta com o desejo de uma vida fácil e tranquila de George, este contraste tornou o casal bastante famoso nas televisões britânicas. Quando Man About The House concluiu em 1976, Murphy e Joyce projectaram a série que os tornou famosos George and Mildred. Esta série teve como fruto cinco temporadas, finalizando em 1979. Murphy representou este mesmo papel em filmes e sitcom.
Joyce morreu em 1980 de hepatite e Murphy, que era bastante chegado a ela, ficou devastado sofrendo com a morte da colega e amiga. Voltou, ainda marcado pela perda, para o teatro e representou vários papéis em séries televisivas que marcaram a sua carreira, por exemplo Lame Ducks (como detective); The Bill (como um bêbedo vagabundo vestido de elfo no Natal); Last of the Summer Wine (como Alvin Smedley) e infindáveis papéis. Apareceu, também, com uma certa regularidade, no The Catherine Tate Show.
Murphy e a sua mulher, ao longo dos anos, serviram de mentores a um grande número de crianças, que apareceram na série This Is Your Life como maneira de agradecimento ao grande actor Brian Murphy.
Morreu em 2 de fevereiro de 2025, em sua casa em Kent.